# الیکایی ببری
الیکایی ببری یا الیکایی نواری (نام علمی: Campylorhynchus fasciatus) نام یک گونه از سرده خمیده‌منقارها است.